# Sexe et autres complications
Pour plus de détails, voir Fiche technique et Distribution.
Sexe et autres complications (The Opposite of sex) est un film américain de Don Roos sorti en 1998.

## Synopsis
Une adolescence perturbée de 16 ans, Dedee Truit quitte sa famille et part vivre chez son demi-frère, Bill, un professeur d'anglais homosexuel qui vit en couple, avec Matt, après avoir perdu du sida son ex, Tom dont la sœur n'est autre que sa meilleure amie, Lucia Delury,une célibataire embourgeoisée et un peu frustrée.
Dedee, qui attire l'antipathie du spectateur par son manque de principe et son pessimisme, prend un malin plaisir à semer la zizanie dans le couple de son beau-frère. Mais celle dont on entend sans cesse la voix off au long du film parvient à créer la sympathie et l'amour, chose à laquelle elle ne semblait jamais croire.

## Fiche technique
- Titre : Sexe et autres complications
- Titre original : The Opposite of Sex
- Producteur : Michael Besman, David Kirkpatrick
- Format : 35 mm
- Musique : Mason Daring
- Photo : Hubert Taczanowski
- Montage : David Codron
- Décors : Kristin Peterson
- Costume : Peter Mitchell
- Budget : 5 000 000 $
- Langue : anglais
- Société production : Rysher Entertainment
- Société de distribution : Columbia TriStar Films
- Format : 35 mm, Couleur, Son : Dolby SR
- Sortie : 22 mai 1998 (USA), 7 octobre 1998 (France)
- Public : USA:R; -18 ans (UK, Espagne...), -16 ans (Allemagne, argentine...), -12 ans (France)

## Distribution
- Christina Ricci (VF : Alexandra Garijo) : Deedee Truitt
- Martin Donovan (VF : Nicolas Marié) : Bill Truitt
- Lisa Kudrow (VF : Michèle Lituac) : Lucia De Lury
- Lyle Lovett (VF : Philippe Catoire) : Carl Tippett
- Ivan Sergei (VF : Constantin Pappas) : Matt Mateo
- Johnny Galecki (VF : Bertrand Liebert) : Jason Bock
- William Lee Scott (VF : Laurent Morteau) : Randy Cates
- Colin Ferguson : Tom De Lury
- Megan Blake (VF : Brigitte Virtudes) : Bobette
- Dan Bucatinsky : Timothy
- Chauncey Leopardi : Joe
- Rodney Eastman : Ty
- Heather Fairfield (VF : Anne Le Youdec) : Jennifer Oakes

## Distinctions

### Récompenses
- 1999 : Chlotrudis Awards, Lisa Kudrow (Best Supporting Actress)
- 1999 : Florida Film Critics Circle Awards, Christina Ricci
- 1999 : Independent Spirit Awards
- 1999 : PEN Center USA West Literary Awards, Literary Award, Don Roos
- 1999 : Satellite Awards, Christina Ricci
- 1998 : National Board of Review, USA, Special Recognition et Christina Ricci
- 1998 : New York Film Critics Circle Awards
- 1998 : Festival international du film de Seattle, Golden Space Needle Award, Christina Ricci
- 1998 : YoungStar Awards, Christina Ricci

### Nominations
- 1999 : Golden Globes, USA, Christina Ricci
- 1999 : Teen Choice Awards
- 1999 : Writers Guild of America, USA
- 1999 : Online Film Critics Society Awards, Lisa Kudrow (Best Supporting Actress)